# Claudie Haigneré

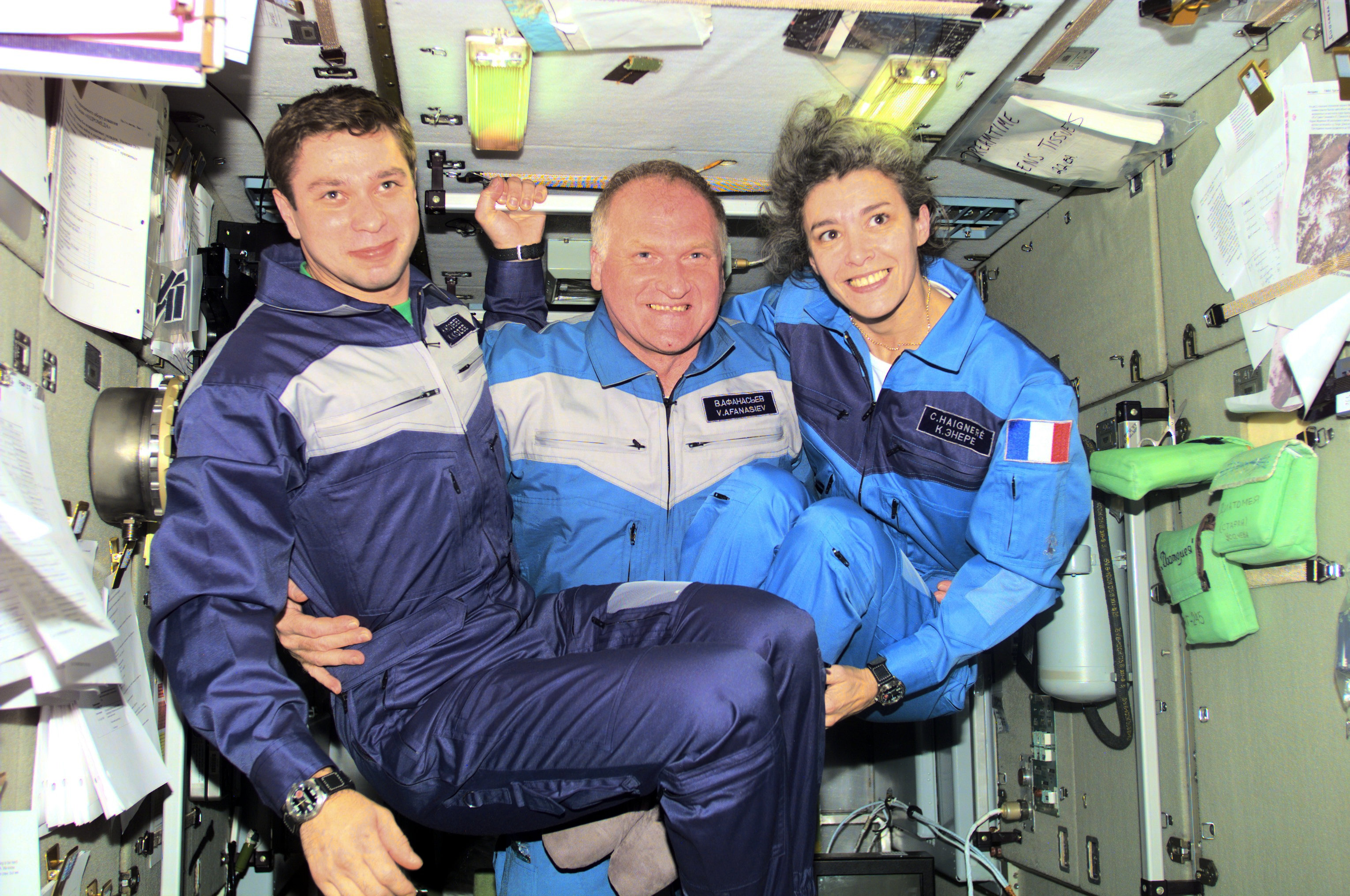
Claudie Haigneré a Nemzetközi Űrállomáson (ISS) Konsztantyin Mirovics Kozejev és Viktor Mihajlovics Afanaszjev társaságában

Claudie André-Deshays  (Le Creusot, 1957. május 13. –) francia orvos, űrhajós, politikus.

## Életpálya
1981-ben Párizsban szerzett orvosi (általános orvos-sportorvos) diplomát. 1982-ben tanulmányait folytatta a repülés-űrrepülés irányába, majd 1984-ben a reumatológia lett a szakága. 1986-ban tudományos fokozatot szerzett neurológiából. 1985–1999 között a nemzeti űrhajózási központ, majd  1999–2002-ig az Európai Űrügynökség alkalmazásában állt. Hat francia női jelölt közül választották ki. 1985. szeptember 9-től részesült űrhajóskiképzésben. Összesen 25 napot, 14 órát és 22 percet töltött a világűrben. 2002. június 18-án köszönt el az űrhajósoktól. Visszavonulását követően politikai pályára lépett, ahol miniszteri megbízottként 2002–2004 között az új technológiákért, 2004–2005 között az európai űrkutatás szervezéséért dolgozott.

## Űrrepülések
- Szojuz TM–24 kutatóűrhajós első útja. Az űrhajóval 1996. augusztus 17-én szállították a Mir űrállomás fedélzetére. Az elvégzett kutatási programot követően 1996. szeptember 2-ána Szojuz TM–23 mentő egységgel tért vissza a Földre.
- Szojuz TM–33 kutatóűrhajós második útja. Az űrhajóval 2001. október 21-én szállították a Mir űrállomás fedélzetére. Az első európai nő, aki a Nemzetközi Űrállomásra (ISS) érkezett, dolgozott. A szolgálat teljesítését követően 2001. október 31-én a Szojuz TM–32 mentő egységgel, hagyományos módszerrel – ejtőernyős leereszkedés – tért  vissza.

### Tartalék személyzet
- Szojuz TM–17 kutatóűrhajós. Jean-Pierre Haigneré űrhajós tartaléka volt, akivel később házasságot kötött.
- Szojuz TM–29 kutatóűrhajós. Jean-Pierre Haigneré űrhajós tartaléka volt

## Szakmai sikerek
- Több, az űrhajózással és tudományos munkásságával kapcsolatos elismerés, kitüntetés birtokosa.
- Az ő és férje tiszteletére az 135268-as aszteroidát róluk nevezték el.